# Quint Fabi Màxim Eburne
Quint Fabi Màxim Eburne (en llatí: Quintus Fabius Maximus Eburnus) va ser un magistrat romà. Formava part de la gens Fàbia, i de la família dels Fabi Màxim.
Va ser elegit pretor urbà l'any 118 aC i en aquesta condició va presidir el judici de Gai Papiri Carbó acusat de majestas (traïció) per Luci Licini Cras.
Fabi va ser cònsol l'any 116 aC amb Gai Licini Geta. Va condemnar a mort a un dels seus fills per immoralitat i Gneu Pompeu Estrabó el va acusar llavors d'excedir les facultats de la pàtria potestat i va haver de marxar a l'exili probablement a Nucèria.